# Semana Santa en Puerto Real
La Semana Santa de Puerto Real se denominaría a la conmemoración de la Pasión, Muerte y  Resurrección de Jesucristo por la Iglesia católica en Puerto Real, donde entrarían todas las procesiones y eventos especiales que se realizan entre el Domingo de Ramos y el Domingo de Resurrección todos los años. El Consejo Local de Hermandades de Puerto Real es la institución que regula la celebración, y que unifica a todas las hermandades intervinientes. Se tiene constancia con seguridad que las conmemoraciones de la Semana Santa en Puerto Real se celebrarían desde su misma fundación en 1483, y se tiene constancia de que la hermandad más antigua de la villa, la hermandad de la Veracruz (también de la diócesis de Cádiz y Ceuta) está instituida desde 1551.

## Procesiones

### Sábado de Pasión
Sábado de Pasión de la barriada del río San Pedro, efectúa su salida procesional la Asociación Parroquial del Santísimo Sacramento, Nuestro Señor Jesucristo del Soberano Poder en su Prendimiento, Santísimo Cristo del Amor, Nuestra Señora de la Esperanza y San Pedro Apóstol. Acompaña musicalmente la Agrupación Musical de la Salud de Cádiz, la imagen es del sevillano Fernando Aguado. Iconografía: Jesús Crucificado.

### Domingo de Ramos
Domingo de Ramos la Cofradía Lasaliana de la Entrada Triunfal de Jesucristo en Jerusalén, Santísimo Cristo del Perdón y Misericordia y Nuestra Señora de la Estrella. Efectúa su salida procesional desde el colegio de La Salle. Iconografía: Cristo montado en un pollino acompañado de San Pedro y un hebreo hace su entrada en Jerusalén. Obra de los talleres de arte cristiano de Olot (Gerona). Paso de Palio de Nuestra Señora de la Estrella, obra del gaditano Miguel Lainez Capote.

### Lunes Santo
Procesión desde la iglesia prioral de San Sebastián. Efectúa su salida procesional la Antigua y Venerable Hermandad de Penitencia de María Santísima de los Dolores y Santísimo Cristo de la Misericordia en su Traslado al Sepulcro. Iconografía: Jesús es bajado de la Cruz por José de Arimateas y Nicodemes a su lado su madre María en la advocación de los Dolores; culminan el misterio María de Magdalena y el discípulo amado. Obra: la Virgen, de Antonio Eslava Rubio; las demás imágenes del gaditano Luis González Rey. Les acompaña musicalmente la Banda de Cornetas y Tambores del Despojado de San Fernando (Cádiz).

### Martes Santo
Procesión desde el Colegio de La Salle. La Hermandad lasaliana pone el recogimiento en la tarde-noche con su cotitular el Santísimo Cristo del Perdón y Misericordia. Durante su recorrido se reza el Vía crucis. Iconografía: Jesús muerto en la Cruz obra de los Talleres de Arte Cristiano de Olot (Gerona). Capilla musical.

### Miércoles Santo
Miércoles Santo: del barrio de las 512 viviendas de la parroquia de San Benito Abad, la Antigua y Venerable Hermandad de Penitencia del Santísimo Cristo de la Vera-Cruz, Aguas y Buen Viaje y Nuestra Señora de la Amargura. Iconografía Cristo muerto en la Cruz, le acompañan San Juan, María Magdalena, Nuestra Señora del Consuelo y Longino arrodillado. Obra por orden Cristo de Tomás Chaveli, María magdalena de Luis González Rey, San Juan de Antonio Eslava y Longino y Ntra. Sra. del Consuelo de Fernando Aguado. Paso de palio de Nuestra Señora de la Amargura atribuida a Luis Salvador Carmona, hasta los años 70 fue titular de la cofradía gaditana de la Humildad y Paciencia. Acompañamiento musical de la Agrupación Musical Ecce Mater de Cádiz y Banda de Música Nuestra Sra. de la Estrella de Puerto Real.
La Hermandad de la Vera-Cruz de Puerto Real es la más antigua de las Hermandades de la diócesis de Cádiz y Ceuta, estando documentada en 1551, probablemente en la ermita de Nuestra Señora de Consolación que pasa luego a llamarse ermita de la Vera-Cruz. Con la llegada de los franciscanos descalzos a Puerto Real en 1639 estos se establecen en la ermita que pasa a convertirse en iglesia de su convento, conocida como iglesia de la Vera-Cruz. La imagen del crucificado era de gran devoción y a ella se encomendaban las gentes en tiempos de sequía, existiendo pruebas de varias salidas procesionales en los siglos XVII a XIX para invocar las lluvias, por ese motivo, pasó a ser conocido como Cristo de las Aguas. Su tercer advocación, Buen Viaje, está motivada por la situación de su iglesia, en la actual plaza de los Descalzos, que era punto de salida de los viajeros en la salida del pueblo.
La hermandad procesionaba en la tarde del Jueves Santo con los pasos de Cristo de la Vera-Cruz y Nuestra Señora de los Dolores aunque poseía también una imagen de un San Juan. También se conserva una foto anterior a 1936 que muestra el paso de la hermandad con las tres imágenes juntas. Además de procesionar el Jueves Santo, el Cristo era con frecuencia trasladado a la iglesia Prioral el Viernes Santo para el ejercicio de las Tres Horas.
En la segunda mitad del siglo XIX la hermandad abandona los Descalzos y pasa a establecerse en la iglesia de San José.
Tras casi 4 siglos de historia, todo su patrimonio e imágenes son quemados en julio de 1936. Tras varios años de postración la hermandad es reorganizada en 1972, procesionando desde entonces el Miércoles Santo. En la reorganización se incorpora la imagen dolorosa de Nuestra Señora de la Amargura, imagen procedente de la gaditana cofradía de Humildad y Paciencia. Esta imagen está adscrita al escultor vallisoletano Luis Salvador Carmona, quien la ejecuta en 1761.
En la actualidad y tras varias vicisitudes la hermandad está establecida canónicamente en la iglesia de San Benito Abad.
Salida procesional de la Hermandad de  Penitencia y Cofradía de nazarenos de Nuestro Padre Jesús en su Presentación al Pueblo (Ecce-Homo) y Nuestra Señora de la Salud, el acompañamiento musical corre a cargo de la BCT Rescatado de Villanueva de los Infantes (Ciudad Real). 
El señor es obra del escultor sevillano Manuel Martín Nieto, siendo bendecido el 26 de marzo de 2022. La dolorosa es obra del imaginero Cayetano Herrera en el año 2010.
Las imágenes secunda son de Cayetano Herrera. Iconografía: Jesús es condenado a muerte; Pilatos lo sentencia, en la escena además se encuentran un centurión romano sujetando al señor, Barrabás y un miembro del sanedrín.

### Jueves Santo
Hermandad Sacramental, Esclavitud y Venerable Cofradía de Penitencia de Nuestro Padre Jesús Cautivo y Rescatado vulgo de Medinaceli y María Santísima de la Trinidad. Fundada en 2006, desde el templo parroquial de María Auxiliadora inicia su estación de penitencia Jesús de Medinaceli. En silencio, solo se escucha el rachear de los hermanos costaleros y el rezo del Santo Rosario. Iconografía: Jesús es condenado a muerte y maniatado. Obra ambas del joven Isleño Jua Luis Castro Bey. (María Santísima de la Trinidad que procesiona sin palio y portada por cuadrilla femenina íntegramente.
Venerable, Inmemorial y Antigua Hermandad y Cofradía de Penitencia de Nuestro Padre Jesús Nazareno y María Santísima del Mayor Dolor (Hermandad del Nazareno). Vuelve a pararse el reloj, ya es de noche y asoma por la puerta del Atrio el Señor de Puerto Real se desata la locura pero prevalece el silencio. Iconografía: Jesús carga con la cruz ayudado por Simón de Cirene. Ambas obras de Ramón Chaveli. Paso de Palio Nuestra Señora del Mayor Dolor obra de Antonio Castillo Lastrucci. Sede canónica: parroquia prioral de San Sebastián.

### Viernes Santo

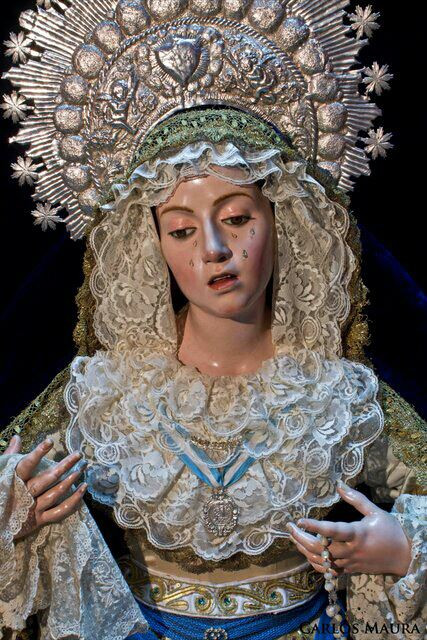
Ntra. Sra. de la Soledad (Puerto Real) 1688 - Luisa Roldán "La Roldana"

Venerable Hermandad Sacramental y Real Cofradía de Penitencia de Ntra. Sra. de la Soledad, Santo Entierro de Ntro. Sr. Jesucristo y San Francisco de Paula.  Desde la Antigua Iglesia Conventual de la Victoria, parte cada Viernes Santo un santo entierro de postín. El paso de la Sagrada Urna procesiona con la sobriedad y recogimiento que este momento así requiere. Tras él procesiona la que es considerada por todos como "la Señora de la Villa", Ntra. Sra. de la Soledad. Fielmente documentada, llega a este Antiguo Convento de Frailes Mínimos el 3 de julio de 1688 donada por Luisa I. Roldán "La Roldana" y su marido Luis A. de los Arcos. Restaurada en 2006 por el Instituto Andaluz de Patrimonio Histórico (IAPH), constituye esta imagen uno de los mayores exponentes de la imaginería barroca andaluza y el principal atractivo cultural y patrimonial de la localidad. Procesiona bajo palio con bambalinas de orfebrería y tras los sones de la banda de música "Pedro Álvarez Hidalgo" de Puerto Real.  Destaca en su recogía el ritual de los "tres portazos" que se dan a la imagen de la Virgen en recuerdo a aquellos tres que diera la Madre Loreto en los sucesos exaltados de 1936 que evitaron la quema del templo. 
El 14 de agosto de 2011, Ntra Sra de la Soledad clausuraría el Solemne Vía Crucis Diocesano celebrado en Cádiz con motivo de la Jornada Mundial de la Juventud de Madrid, siendo la única dolorosa que procesionaría bajo palio por las calles de la capital gaditana junto con otros catorce misterios de diversas Hermandades y Cofradías de diferentes localidades de la diócesis de Cádiz y Ceuta. Días previos, la Hermandad celebraría en la Catedral Vieja de la Santa Cruz, un multitudinario besamanos extraordinario con motivo de su estancia en la ciudad de Cádiz.  
Este 2013 se celebra el 325 Aniversario de la bendición de Ntra. Sra. de la Soledad, destacando entre los cultos programados, una Procesión Extraordinaria la noche del sábado 6 de julio con la imagen de la dolorosa.
El 23 de abril de 2016, y dentro de los actos organizados con motivo del LXXV Aniversario de la Reorganización de la Hermandad, Ntra. Sra. de la Soledad a su vuelta en Procesión Extraordinaria a su Sede Canónica de la Victoria tras la celebración de un Triduo Extraordinario en la Prioral de San Sebastián, se inaugura la nueva "Plaza Imaginera Luisa Roldán", ubicada en la intersección de las calles Soledad con Factoría de Matagorda.

### Domingo de Resurrección
Asociación Parroquial del Stmo. Cristo Resucitado y Bendito Patriarca San José.Sede Canónica: iglesia Prioral de San Sebastián.
Su historia es reciente, es procesionado desde los años 80 bajo el patronazgo del Consejo Local de Hermandades. En 2005 pasa a ser Asociación Parroquial. La imagen del Stmo. Cristo Resucitado es obra moderna de Francisco J. Geraldía Capurro y sustituida en el año 2022 por el Santísimo Cristo de la Victoria en su Resurrección, obra del escultor Eduardo Sánchez Aranda, natural de Bolaños de Calatrava (Ciudad Real) y afincado desde hace aproximadamente ocho años en Puerto Real (Cádiz).. El paso del Cristo Resucitado es sencillo, dorado y con imágenes de los evangelistas en las esquinas y el frontal, obras también de F. J. Geraldía. Acompañamiento Musical, Agrupación Musical Santa Cena (Cádiz)